# موساسراتوپس
موساسراتوپس (نام علمی: Mosaiceratops) نام یک سرده از زیرراسته شاخ‌چهره‌سانان است.